# Château de Mont-l'Évêque
Le château de Mont-l'Évêque est situé dans l'Oise sur la commune de Mont-l'Évêque. Il a connu de nombreuses modifications entre sa fondation au XIIIe siècle et le XIXe siècle. Tour à tour forteresse, résidence des évêques de Senlis puis résidence privée, son histoire est étroitement liée à celle du village et de l'abbaye de la Victoire dont le domaine est limitrophe.
Il est un des rares exemples aboutis du style troubadour en architecture et comporte plusieurs dépendances, une chapelle construite avec des éléments du XVe siècle ainsi qu'un grand parc à l'anglaise.
Bien qu'il s'agisse d'une propriété privée et non d'un espace public, la terrasse ainsi qu'une partie du parc sont ouvertes au public toute l'année, librement et gratuitement, dans les limites indiquées à l'entrée. L'accès aux bâtiments est strictement interdit pour des raisons de vie privée et de sécurité. L'intérieur du château, qui est habité, est visitable occasionnellement accompagné d'un guide ou du propriétaire.

## Histoire
Une forteresse royale aurait déjà existé à Mons (ancien nom de Mont-l'Évêque) mais était déjà en ruine à la fin du XIIe siècle. Son emplacement n'est pas connu avec précision. De même, l'évêque Henri de Senlis y possédait déjà une résidence en 1181, son emplacement est également inconnu.

### XIIIe–XVIIIesiècle: maison de campagne des évêques de Senlis
Pour le remercier de son rôle à la Bataille de Bouvines en 1214, le roi Philippe Auguste offre à Guérin, garde des sceaux et évêque de Senlis, la seigneurie de Mons, alors domaine de chasse royal, dont le nom change pour Mont-l'Évêque. Guérin cède une partie de ces terres afin qu'y soit fondée l'abbaye de la Victoire, à l'emplacement où se seraient rencontrés les messagers annonçant la victoire de Bouvines et celle de la Roche-aux-Moines.

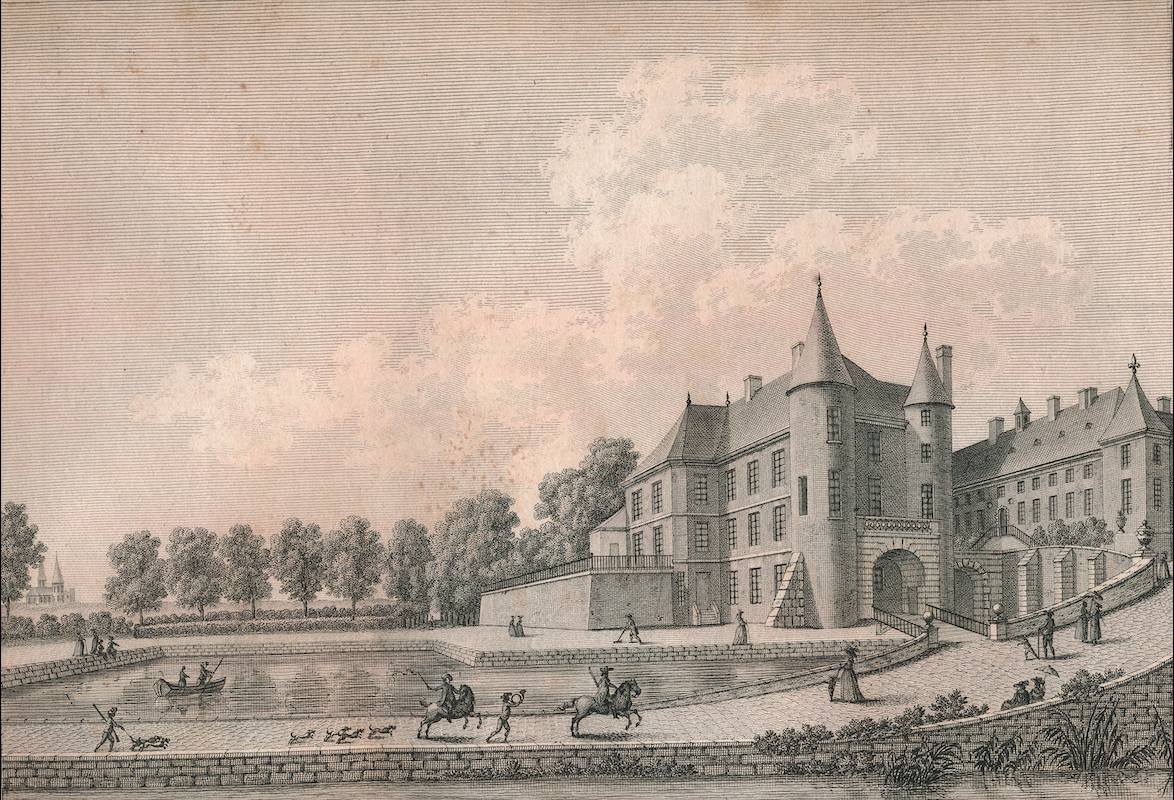
Vue du Mont-l'Évêque, maison de campagne des évêques de Senlis dans le Valois en 1785, par Tavernier de Jonquières, vu du sud-est.

Guérin lance la construction de l'actuelle église Saint Germain dans le village et installe sa résidence de campagne un peu plus au sud. Il s'agissait vraisemblablement d'une fortification dont il reste des traces dans le château actuel.  
Cette fortification devient la résidence d'été des évêques de Senlis qui l'agrémentent au fil des siècles et y ajoutent diverses dépendances, dont certaines subsistent, tout en asséchant les terres à l'aide de divers ouvrages hydrauliques, permettant leur exploitation (pisciculture, moulins, potagers, etc.).
Gravement endommagé durant la Guerre de Cent Ans, le château a été en grande partie reconstruit au XVIe siècle.
À la suite de la Révolution, le domaine de Mont-l'Évêque devient un bien national pendant quelques années. Le dernier évêque a y avoir vécu est Armand de Roquelaure. 

### À partir de 1807: propriété de la famille Delfau de Pontalba

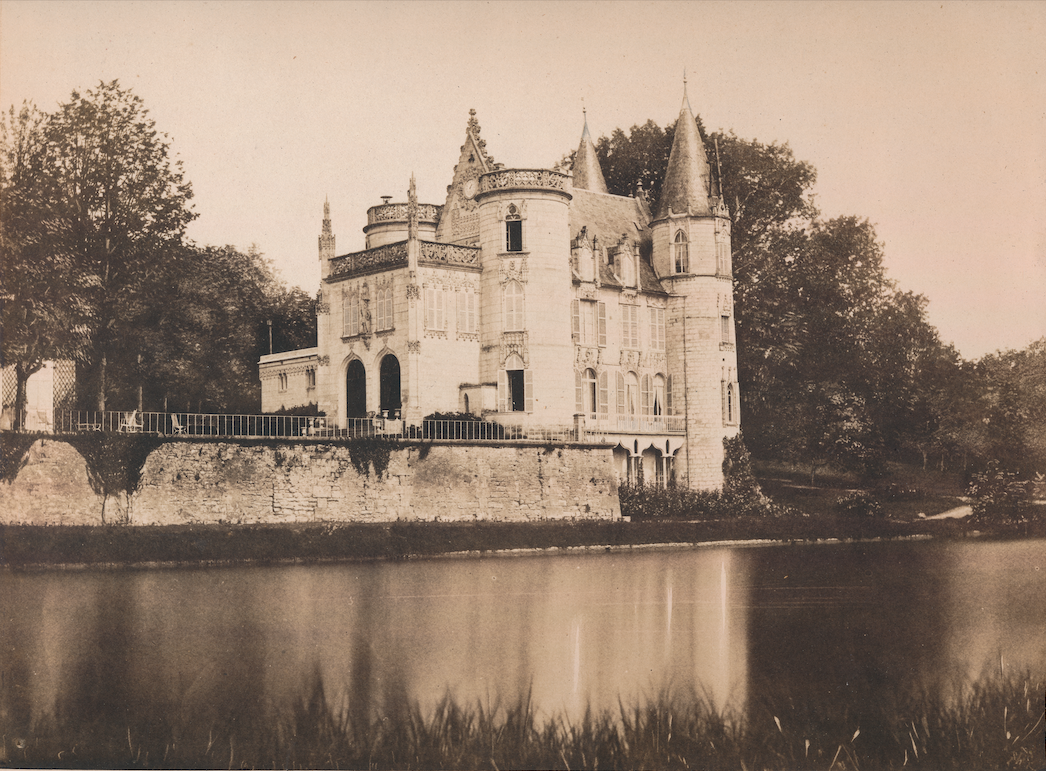
Photographie du château dans la seconde moitié du XIXe siècle avant les dernières modifications, vu du sud-ouest.

#### Les chantiers duXIXesiècle
Joseph-Xavier Delfau de Pontalba acquiert la propriété en 1807. Celle-ci devient un majorat attaché au titre de baron en 1810. Entre cette date et 1834, il fait légèrement agrandir le parc, détruire certaines dépendances et orner le château de son riche décor néogothique troubadour. C'est aussi durant cette période qu'est construite la tour sud-ouest et que le château est agrandi vers le nord. Les deux tours situées à l'ouest n'ont alors pas encore de toits, mais des terrasses.
Dans la seconde moitié du XIXe siècle, le parc à l'anglaise est aménagé par Louis-Sulpice Varé ainsi, peut-être, que d'autres architectes. Dans les années 1880-1890, les architectes Clément Parent et Louis Parent apportent les dernières modifications notables au château. Les tours ouest sont couvertes par des toits, les cheminées prennent leur apparence actuelle et la terrasse sud est remodelée, donnant au château sa silhouette d'aujourd'hui. Ce sont également ces architectes qui sont responsables de certains aménagements intérieurs, dont l'escalier d'honneur et la grande salle à manger, fortement inspirés du château d'Amboise.
Plusieurs projets ambitieux n'ont jamais été réalisés, comme en témoignent des plans conservés dans les archives du château.

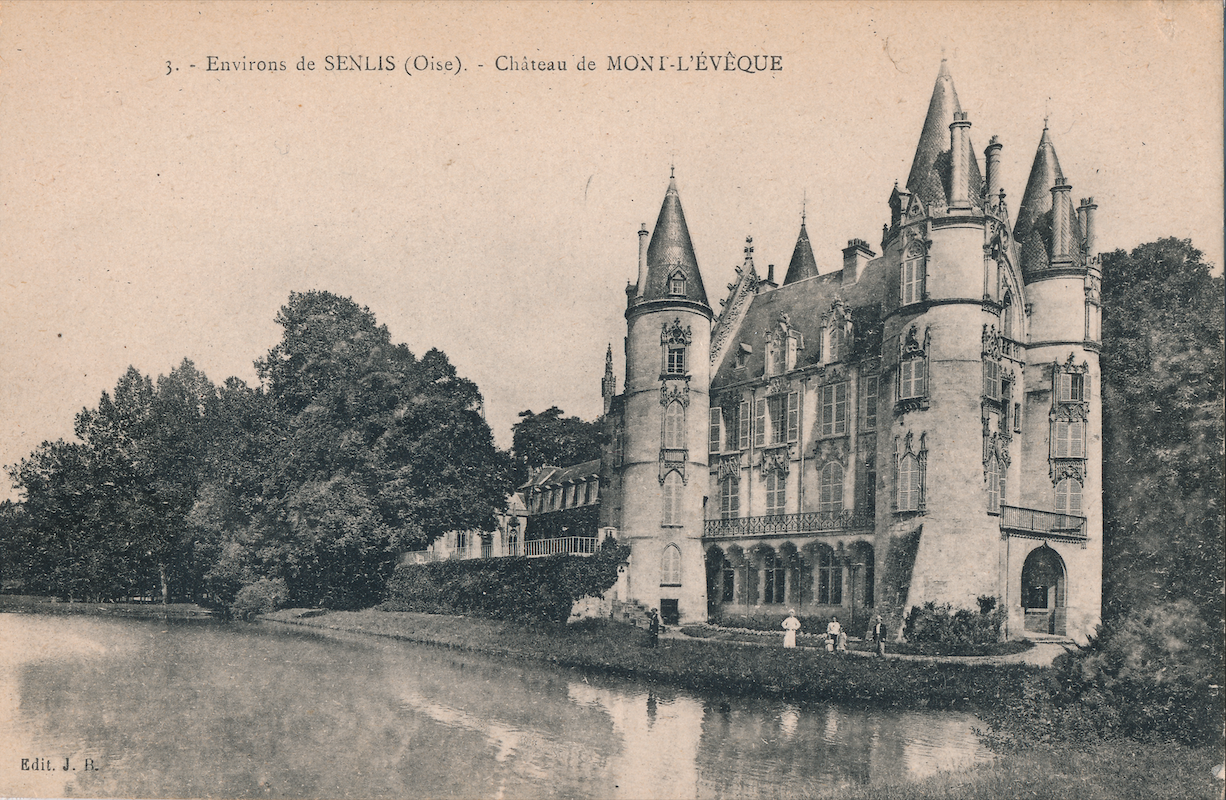
Le château de Mont-l'Évêque achevé, vu du sud-est, début du XXe siècle.

À la fin des années 1890, le château dispose d'un confort extrêmement moderne : eau courante à tous les étages, électricité produite grâce aux rivières, chauffage central, monte-charge et téléphone.

#### LeXXesiècle et les deux guerres mondiales
Durant la Première Guerre mondiale, le domaine fournit des chevaux pour le front et ne subit pas de dégâts, malgré d'importantes destructions dans la région, des bombardements à proximité du village et quelques pillages. Le 1er septembre 1914, le château fut occupé par des officiers anglais, dont Emund Allenby, accompagnés de 5 000 hommes, puis le lendemain par des troupes allemandes, dont le général von Trossel et 40 officiers accompagnés de 7 000 hommes,.
En 1939, le parc est aménagé dans le cadre de la ligne Chauvineau, complément de la Ligne Maginot. Certains de ces ouvrages sont toujours visibles aujourd'hui.
La Seconde Guerre mondiale l'épargne également. Des officiers de la Luftwaffe réquisitionnent le château durant l'Occupation et utilisent ses caves pour s'abriter des bombardements alliés, bien que ceux-ci visent plutôt les environs de Creil où se trouvaient des bases de V1. Les Allemands fuient devant l'avancée des alliés qui sont accueillis chaleureusement et logés.
Après la mort d'Alfred de Pontalba (1886-1972), le château reste à l'abandon pendant près de vingt ans durant lesquels il subit de nombreux dégâts et pillages. D'importants travaux de restauration sont entrepris dans les années 90 par Charles-Edouard de Pontalba, portant notamment sur la réfection d'une grande partie de la couverture, la remise en état des étages supérieurs et une modernisation d'ensemble. Ces travaux permettent à la famille de revenir y habiter en 2000, elle y réside toujours. Les travaux ont ralenti depuis.

## La Chapelle, souvenir de l'église des Grands-Carmes de Metz
Une chapelle, dédiée à Sainte Madeleine, fut construite par Guérin au début du XIIIe siècle sur le site. Son emplacement pourrait correspondre au bâtiment qui apparaît sur le cadastres de 1811 et la gravure de Tavernier, détruit et rebâti au XIXe siècle pour intégrer des pierres de l'autel de l'église des Grands-Carmes de Metz et former la chapelle actuelle. 

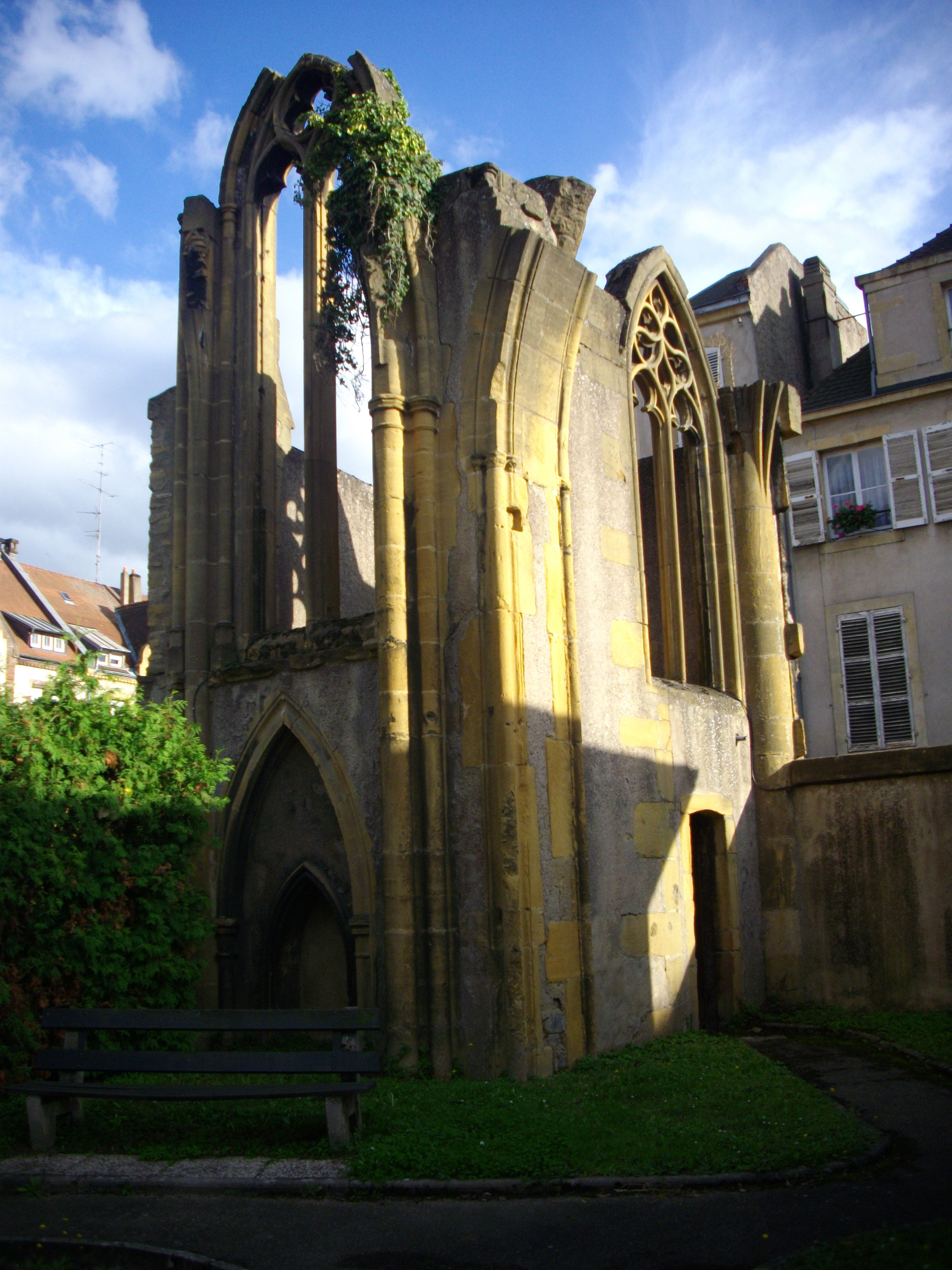
Ruines des Grands-Carmes de Metz.

### Le sauvetage d'Alexandre Lenoir
L'église des Grands-Carmes de Metz, construite au XIVe et XVe siècles par l'architecte Pierre Perrat, fut très endommagée pendant la Révolution puis détruite en 1818. Il n'en reste aujourd'hui que quelque ruines. Sa beauté, en particulier celle de son jubé et de son autel, était célèbre à Metz et au-delà. Louis XV se serait déplacé pour l'admirer en 1774 et une description assure que le grand autel est « si admirable qu'on ne peut le décrire », si bien qu'Alexandre Lenoir, averti en 1806 de la destruction prochaine du monument, fit remplir 14 caisses de pierres qu'il voulait sauver pour son musée des monuments français à Paris. Il les y transporta grâce au soutien logistique du général Berthier avec le projet de les remonter dans la cour du couvent des Petits-Augustins, aujourd'hui École des Beaux-Arts.

### Les projets de la Malmaison et le second sauvetage
Ce remontage ne se fit pas comme Lenoir l'avait prévu, puisque Joséphine de Beauharnais, qui avait entendu parler des pierres, les demanda à Napoléon qui les obtint pour elle. Les caisses furent ainsi transportées au château de Malmaison, à l'origine pour orner la chapelle qui s'avéra trop petite pour recevoir les pierres. Une fabrique romantique fut  également imaginée, mais le divorce puis la mort de Joséphine interrompirent les projets. Les caisses sont alors stockées dans les caves du château sans avoir été ouvertes. 
Après la mort de Joséphine, le château est vendu en 1828 à Jonas-Philip Hagerman qui souhaite réduire les pierres de Metz en gravier pour les allées du parc. Son architecte, Lusson, s'y oppose et échange en 1840 les 14 caisses par leur équivalent en moellons. Les pierres sont partiellement restaurées avant d'être cédées à Victor Lenoir. À ce moment, leur provenance n'est plus reconnue et elles gagnent la réputation d'être les fragments du tombeau de Charlemagne.

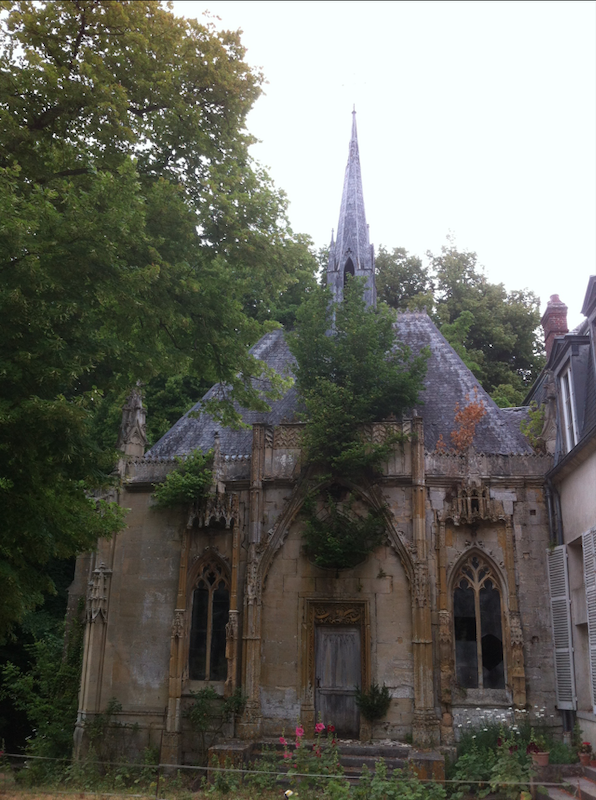
La chapelle de Mont-l'Évêque, avant la première phase de restauration de 2016.

### Division des pierres et édification de la chapelle de Mont-l'Évêque
En 1850, Victor Lenoir vend les pierres en deux lots : l'un part près de Douai, au château de Gueulzin, servant à construire une galerie aujourd'hui disparue.
L'autre arrive à Mont-l'Évêque et est intégré dans une nouvelle chapelle conçue spécialement pour mettre ces pierres en valeur. Celles-ci se distinguent aujourd'hui par leur couleur jaune, qui tranche avec la pierre plus pâle de la région et constituent un des derniers témoignages de l'église des Grands-Carmes.
Un portail de la vierge était prévu au nord, ainsi qu'une tribune, cela impliquait toutefois la destruction d'une partie du "petit château" avec lequel la chapelle forme un coin de la terrasse. Ce projet, dessiné par Ancelet, n'a donc pas été réalisé, soit par économie, soit pour préserver le petit château.
L'histoire de la chapelle est indissociable de celle des pierres qui la composent, puisqu'elle a été construite pour les accueillir, constituant ainsi un ouvrage picard du XIXe siècle bâti avec des pierres lorraines du XVesiècle.

## Description

### Le château

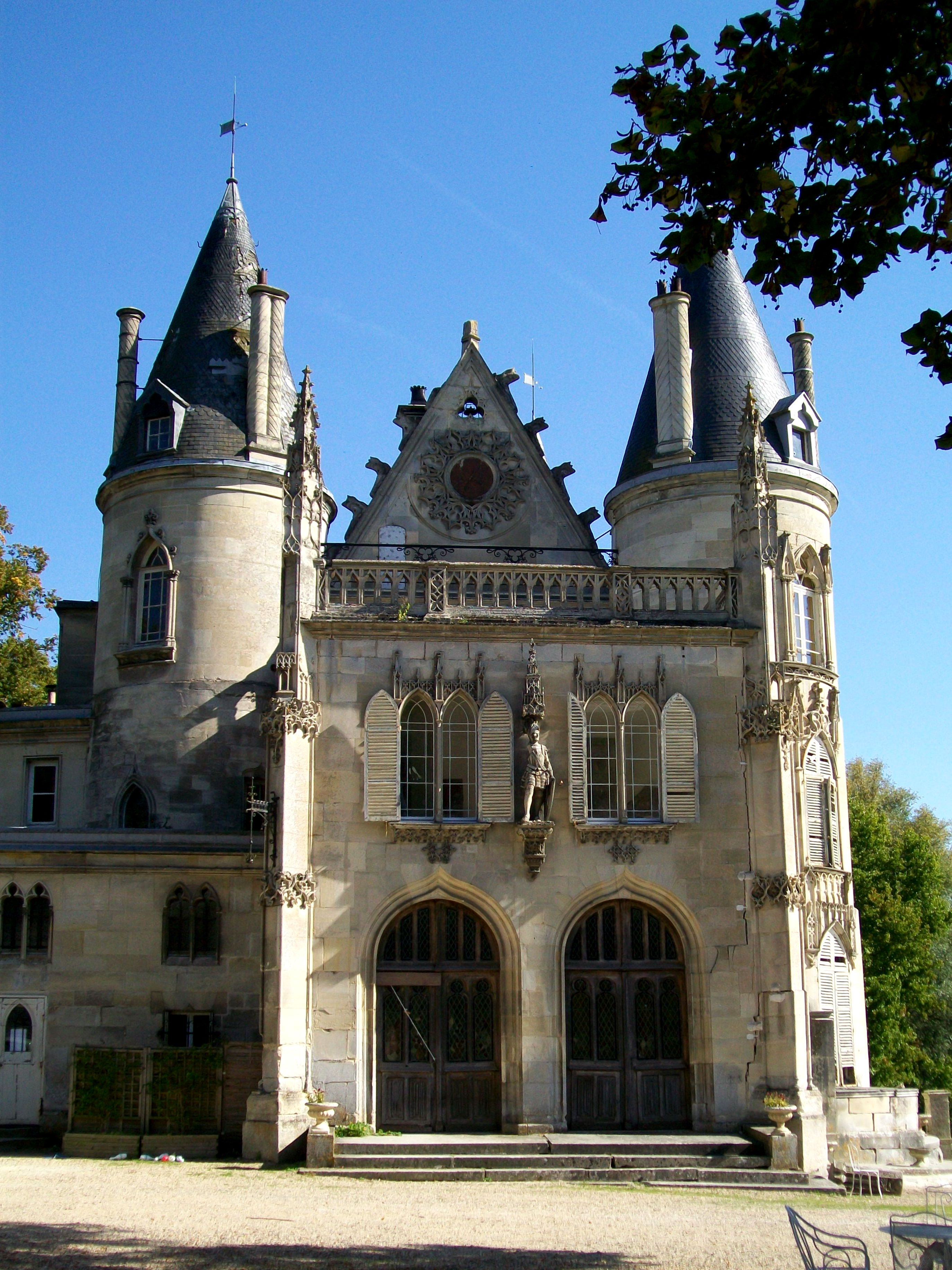
La façade ouest du château.

#### Extérieur
L'apparence actuelle du château est de style troubadour, mais de nombreux éléments plus anciens subsistent. Il est composé d'un corps principal comportant quatre tours cylindriques coiffées de toits en poivrière et surmontées de girouettes. Ces toits sont couverts d'ardoises formant de discrets motifs géométriques. Les façades sont très richement décorées de sculptures diverses, chaque encadrement de fenêtre étant différent des autres. Certaines fenêtres sont factices et servent à améliorer la symétrie de l'ensemble. La façade ouest du château, qui donne sur la terrasse, comporte la statue d'un croisé qui tenait une lance avant les dégradations du XXe siècle, ainsi qu'une horloge dont le mouvement est daté de 1794. 

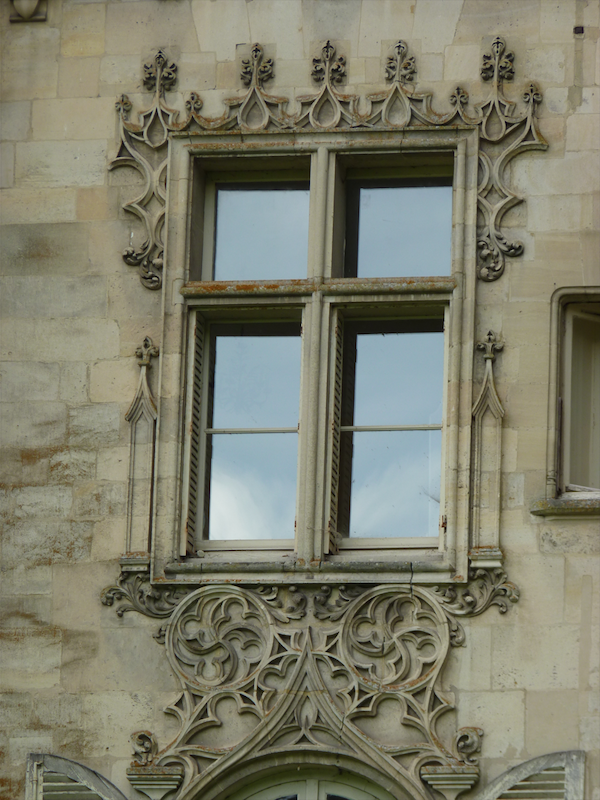
Détail d'une fenêtre de la façade Est.

Le château est conçu pour être vu des façades ouest, sud et est, la façade nord étant moins harmonieuse et plus dissimulée. À la base de la tour sud-est, le passé militaire de l'édifice apparaît puisque les murs épais y sont percés de deux meurtrières et soutenus par un petit contrefort de forme triangulaire. L'apparence de l'ensemble est à rapprocher de celui du château de la Reine Blanche, également de style troubadour.
Le perron donne sur une terrasse sur laquelle se trouve une dépendance et la chapelle du château, ainsi qu'un tilleul bicentenaire. La table en pierre de la terrasse est une table à dépecer, transférée là dans les années 1990. L'ensemble est entouré par un fossé qui peut être traversé à l'aide d'un pont. 

#### Intérieur
L'intérieur a été fortement endommagé au XXe siècle, si bien que les deux derniers étages ont dû être entièrement refaits et ne présentent plus d'éléments historiques d'intérêt. Le rez-de-chaussée, au niveau de l'étang, correspond aux anciennes cuisines et comporte encore des éléments d'architecture médiévale. Le premier étage, au niveau de la terrasse, comporte plusieurs pièces assez bien conservées, dont deux notables :
- La grande salle à manger, créée dans les années 1890 dans le style Henri II par Clément Parent[9]. Elle comporte une cheminée monumentale dont le bas-relief représentant saint Hubert est une copie du linteau de la chapelle du château d'Amboise. Elle n'a pas été modifiée depuis sa conception.
- La bibliothèque, située dans une tour. Classée pour son décor néogothique primitif essentiellement constitué de plâtre peint, elle contient en majorité des ouvrages du XIXesiècle.

Le tout est desservi par plusieurs escaliers de service qui relient les parties principales aux cuisines, zones de service et inter-étages où était logé le personnel, ainsi que par un escalier d'honneur en pierre inspiré par la Renaissance construit à la fin du XIXe siècle.

### Le parc

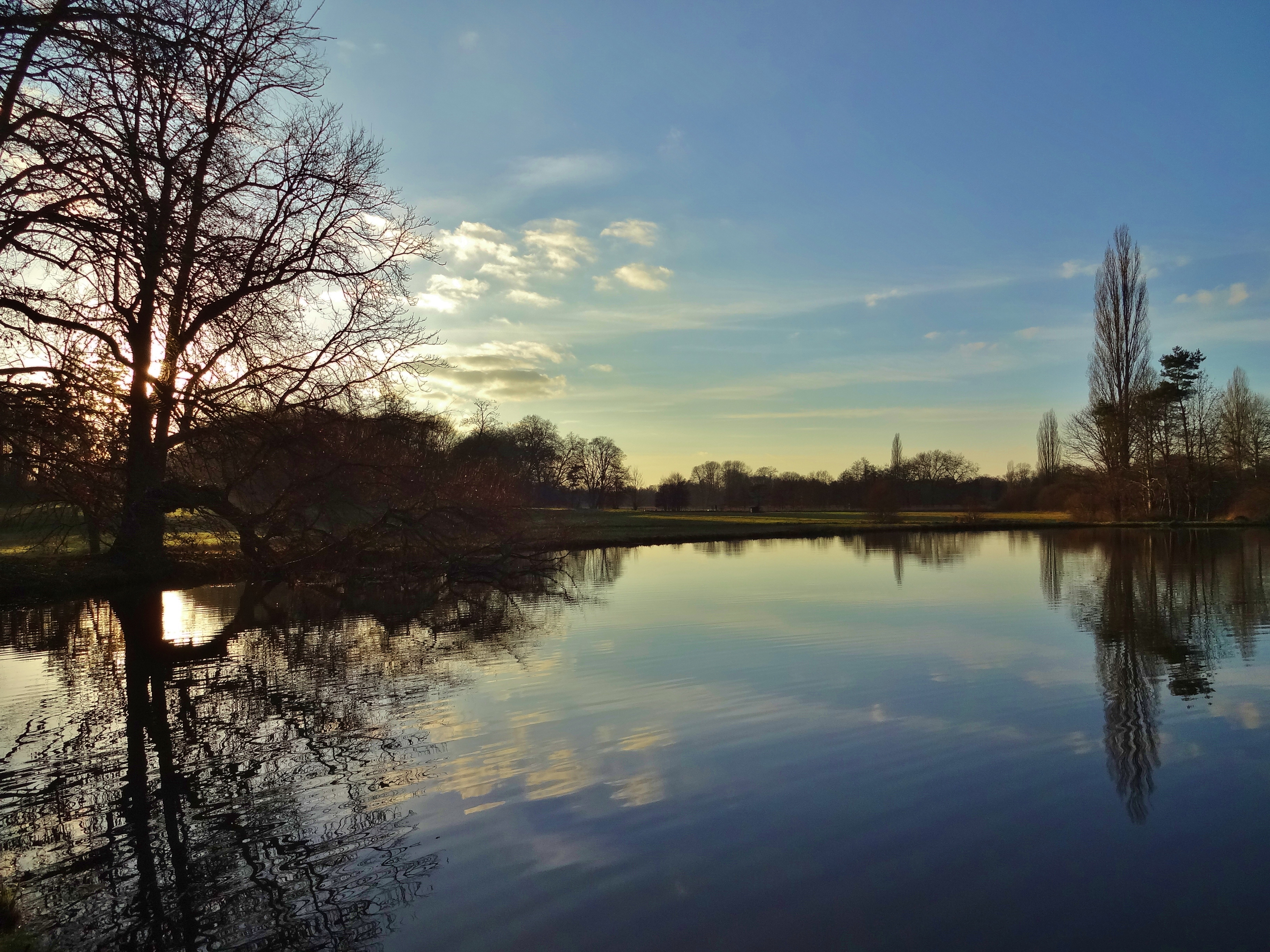
Le parc en hiver, vu depuis les bords de l'étang.

Le parc à l'anglaise a été essentiellement aménagé au XIXe siècle. Il est composé de bois, clairières et marais en partie asséchés, qui correspondent à la vallée de la Nonette. Il est traversé par plusieurs cours d'eau, incluant la Nonette et la Sangle dont une déviation (appelée nouvelle rivière ou fossé de six pieds) alimente les fossés du château et l'étang dans lequel celui-ci se reflète. Plusieurs sources se trouvent sur le domaine; dont le Pas de Saint Rieul, nommée ainsi en raison d'une légende locale selon laquelle le saint y aurait laissé la marque de son pied,.
Le plan général est conçu autour de plusieurs grands axes dégagés qui permettent de voir le château sous différents angles et d'avoir une vue d'ensemble du parc depuis la terrasse. Des arbres de différentes essences ont été plantés (chênes, marronniers, tilleuls, platanes, hêtres, saule pleureur, peuplier, liquidambar, pruniers, etc.), beaucoup sont âgés de plus de deux siècles. L'écosystème du parc est riche et varié.
Le parc contient les dépendances du château et un ancien verger. Il est partiellement ouvert au public, dans les limites indiquées à l'entrée du domaine et est entièrement clos de murs.
À la suite de la sécheresse et d'un manque de débit dans une des rivières en amont de la propriété, le miroir situé devant le château est à sec depuis août 2020.

### Dépendances

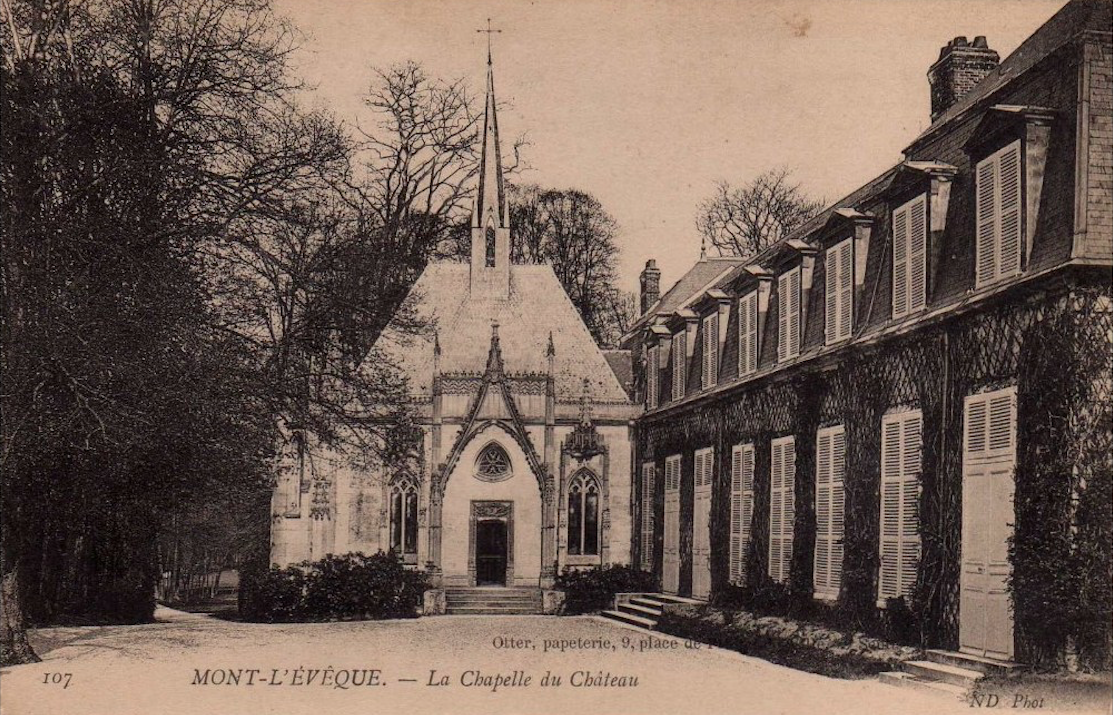
La chapelle et le petit château.
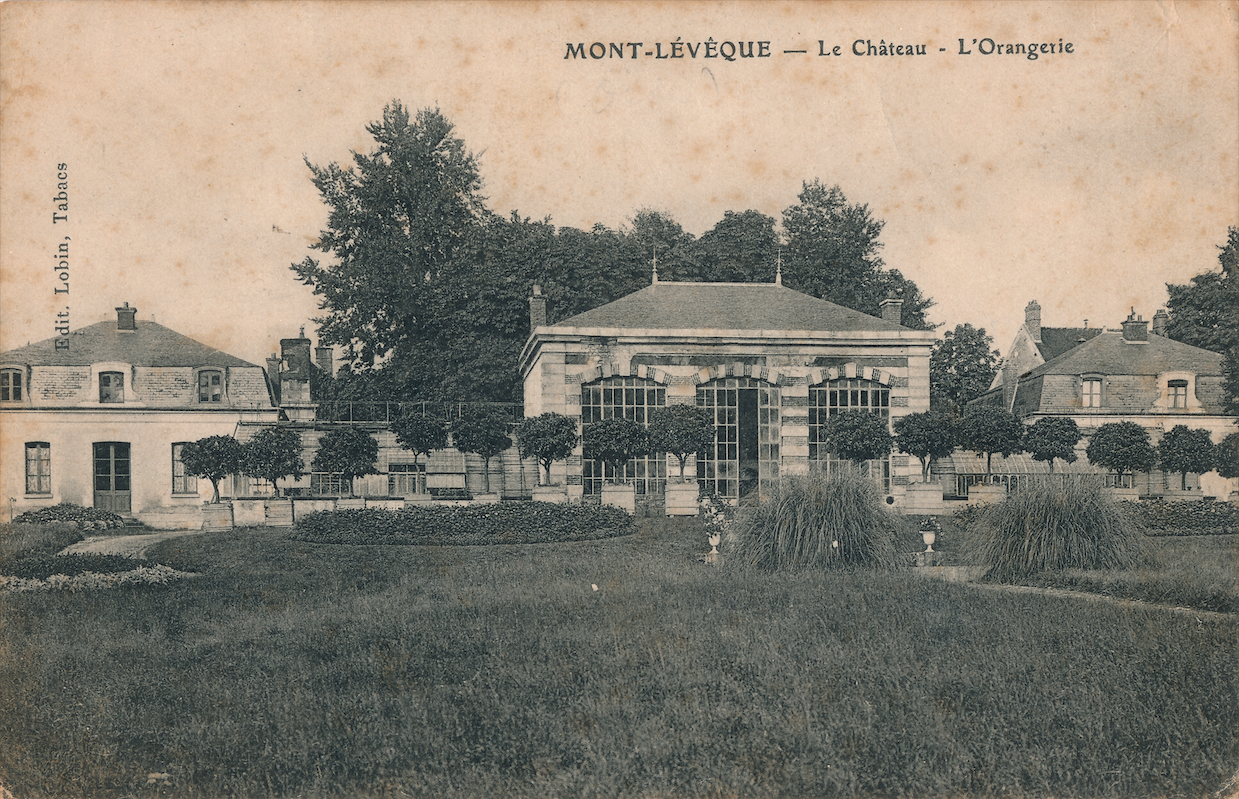
L'orangerie.
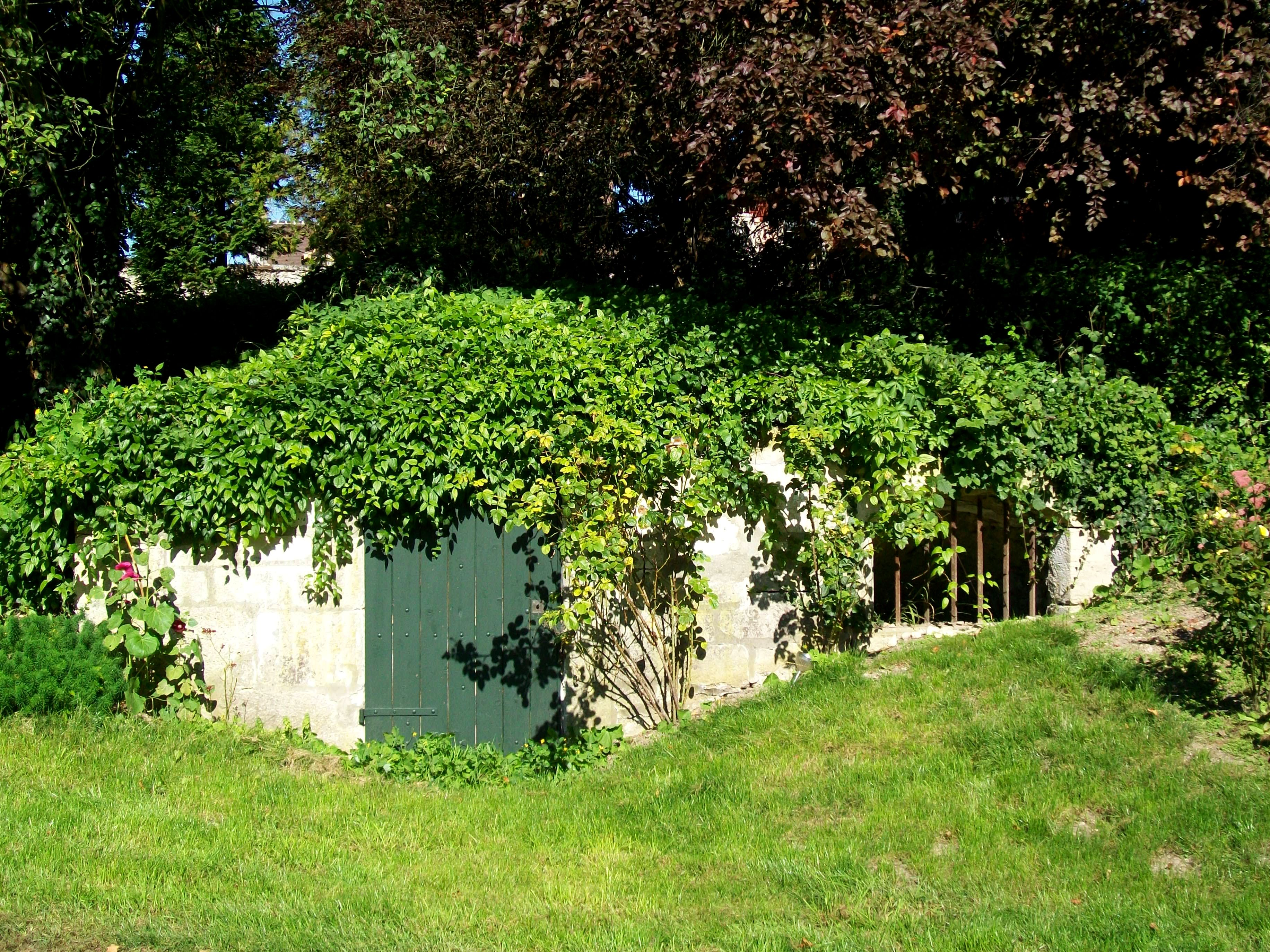
L'entrée de la cave.
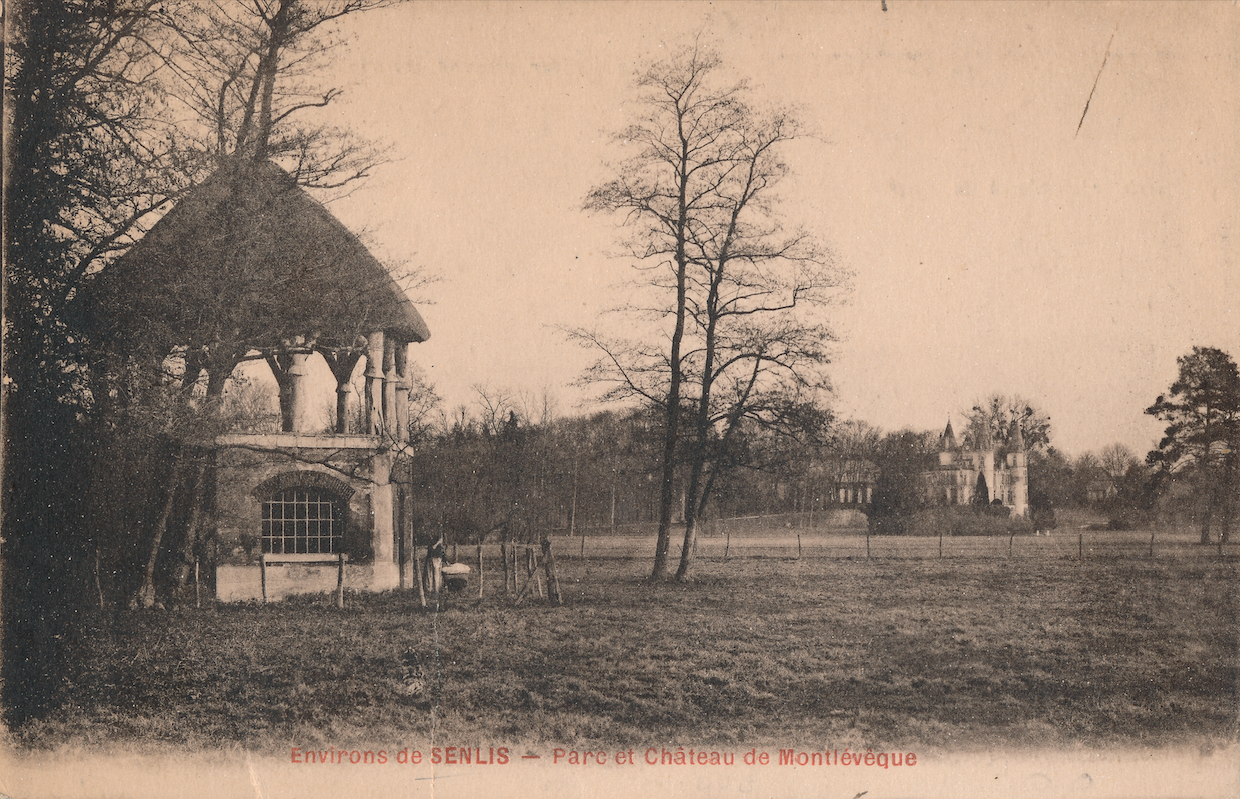
Le lavoir du château.
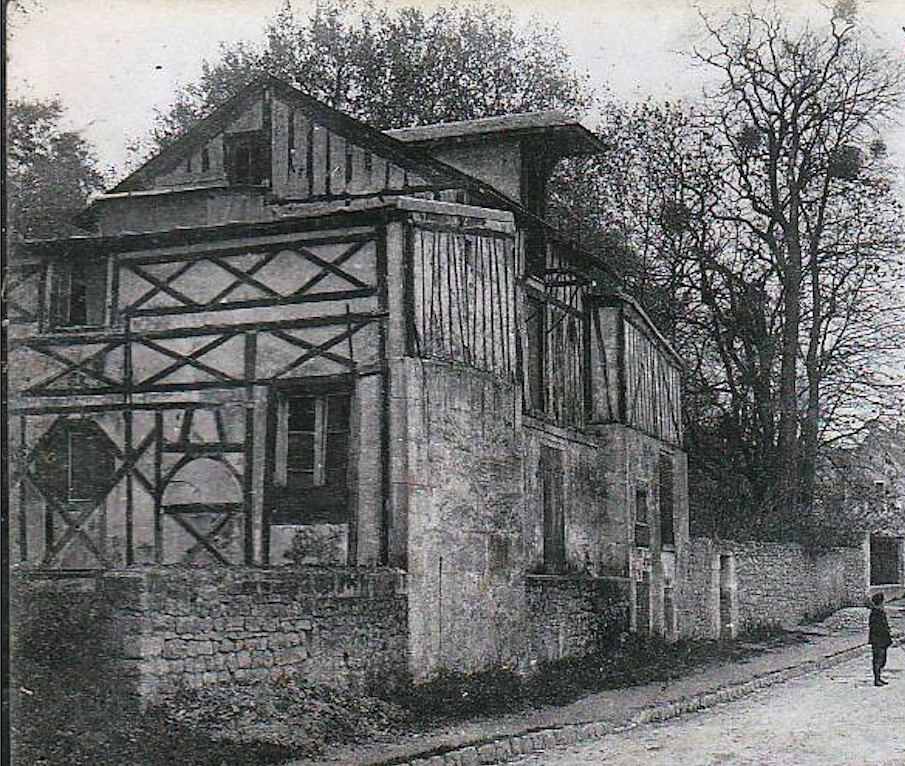
Un des moulins, aujourd'hui disparu.

#### Le petit château
Il se trouve sur la terrasse entre le château et la chapelle. Construit entre le XVIIe et le XVIIIe siècle, il abritait les services administratifs du diocèse avant la Révolution. Au XIXe, il servait à loger les invités du château et c'est là que Joseph-Xavier de Pontalba tenta de tuer sa belle-fille en octobre 1834. Il est aujourd'hui habité.

#### Les écuries
Construites pour Célestin de Pontalba (1815-1885) qui était féru de courses et d'élevage, elles se trouvent à gauche de l'entrée du domaine. Il s'agit d'un grand bâtiment de pierre recouvert d'un enduit simulant des briques. Elles contiennent une  citerne qui recevait l'eau pompée par un des moulins et alimentait le château en eau courante. Elles pouvaient abriter une centaine de chevaux et sont associées à une grande allée elliptique qui servait à l'entraînement. Ce parcours existe toujours dans la forêt communale, au sud du domaine. Le grenier des écuries permettait de stocker du grain, distribué aux chevaux à l'aide de trappes aménagées dans les murs.

#### L'orangerie
Située près de l'ancien verger, cette orangerie était constituée d'un corps central encadré de deux serres chauffées. Derrière elle se trouvent deux maisons symétriques dont l'une servait au régisseur du domaine. L'orangerie est aujourd'hui désaffectée.

#### Les moulins
Plusieurs moulins se trouvaient dans le domaine lorsque celui-ci appartenait aux évêques de Senlis, mais la plupart n'existent plus. L'un d'eux, qui ne fait plus partie de la propriété, est aujourd'hui habité et se situe sur la Nonette, à l'est. Un autre moulin servait à fournir de l'électricité au château. Il a été détruit dans le courant du XXe siècle.

#### Le lavoir
Le lavoir est un petit bâtiment hexagonal anciennement recouvert d'un toit de chaume, il était indépendant de celui du village. Il se trouve dans les marais, à côté d'une source qui lui permettait d'avoir accès à une eau pure.

#### La glacière
Dissimulée par la végétation, la glacière servait à stocker la glace découpée en hiver sur l'étang de sorte à pouvoir l'utiliser en été. Il s'agit d'un puits souterrain de plusieurs mètres de profondeur, d'un type assez courant dans la région.

#### Les caves
Seule l'entrée est visible, devant le pont d'accès à la terrasse du château. Ces caves sont tout ce qui reste d'un grand bâtiment détruit après 1810 qui apparaît sur les plans anciens et une gravure de Tavernier de Jonquières en 1785. Le bâtiment a probablement servi de carrière de pierre, mais les caves ont été conservées afin d'y stocker de grandes quantités de vin au XIXe siècle.

#### Autres bâtiments
Le domaine contient par ailleurs plusieurs maisons de gardiens aux différentes entrées du parc, un bûcher et une faisanderie. La plupart de ces bâtiments sont désaffectés.

## Un édifice fragile et menacé

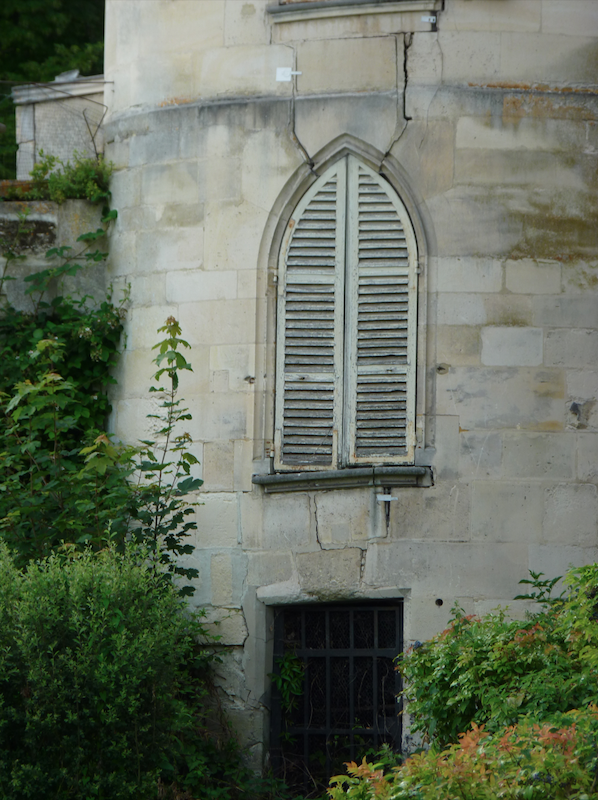
Base de la tour sud-ouest sur laquelle des fissures et des déformations sont visibles.

Le château est d'une grande fragilité en raison de plusieurs facteurs : certains ajouts du XIXe s'avèrent peu judicieux; son abandon dans les années 70 et 80 a provoqué d'importantes dégradations, particulièrement au niveau des toitures puis, par infiltration, dans les étages supérieurs ; quelques dégradations sont également liées au vandalisme.
La tour sud-ouest, ajoutée au XIXe siècle, a été mal construite dès son origine avec des fondations insuffisantes. Elle s'enfonce dans le sol, laissant apparaître de grandes fissures à différents endroits. Ceci provoque des désordres sur l'ensemble du bâtiment.
La structure générale comporte plusieurs défaillances dues entre autres aux agrandissements du XIXe siècle qui ont alourdi l'ensemble et n'étaient pas toujours de grande qualité. La pierre tendre utilisée pour certains décors des façades est parfois très érodée et plusieurs éléments ont disparu.
Des travaux majeurs dans les années 90 ont permis de refaire une grande partie de la toiture et d'assainir l'intérieur du château en partie reconstruit, ce qui a permis d'enrayer certaines dégradations. Ces travaux, peu visibles de l'extérieur, n'ont cependant pas entièrement résolu les désordres structurels qui provoquent toujours des dégâts (fissures, fuites, chutes de pierres, etc.) et les solutions potentielles sont complexes. La couverture de la tour nord-est, en raison des difficultés de sa restauration, n'a pas encore été refaite.

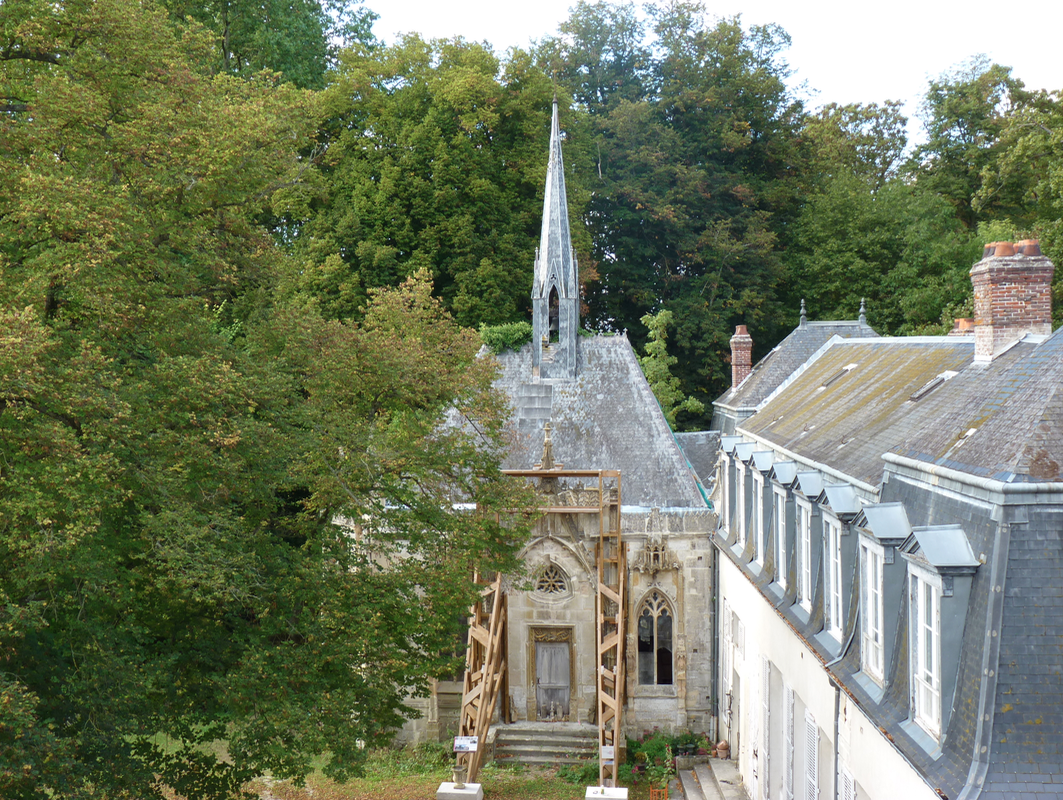
La chapelle de Mont-l'Évêque avec les étais posés en 2016.

La chapelle, également construite au XIXe siècle, souffre d'une mauvaise conception : les pierres de l'autel de l'église des Grands-Carmes de Metz, à l'origine sélectionnées pour des décorations intérieures, sont exposées aux intempéries et la façade est qui donne sur la terrasse a été construite sans contrefort, probablement afin d'obtenir un ensemble plus harmonieux. Le décalage vers l'extérieur de cette façade a été interrompu en 2016 grâce à des étais dont la pose a été rendue possible par les VMF, la Fondation pour la Sauvegarde de l'Art Français et une campagne de financement participatif, mais le bâtiment est toujours d'une fragilité extrême. En particulier, la charpente et la voûte sont en danger, ainsi que la façade ouest sur laquelle pousse une abondante végétation laissée en place car son retrait comporte des risques difficiles à évaluer.